# Pyrrhopyge pelota
Espèce
Pyrrhopyge pelota est une espèce de lépidoptères (papillons) de la famille des Hesperiidae, de la sous-famille des Pyrginae, de la tribu des Pyrrhopygini et du genre Pyrrhopyge.

## Dénomination
Pyrrhopyge pelota a été nommé par Carl Plötz en 1879.

### Nom vernaculaire
Pyrrhopyge pelota se nomme Pelota Firetip en anglais,.

## Description
Pyrrhopyge pelota est un papillon au corps trapu noir, à la tête rouge et à l'extrémité de l'abdomen orange. 
Les ailes sont de couleur noire avec une frange orange et une marge orange aux ailes postérieures.

## Écologie et distribution
Pyrrhopyge pelota est présent au Pérou, au Paraguay, en Argentine et dans le sud du Brésil,.

### Protection
Pas de statut de protection particulier.